# Maiao
 (octobre 2020).
Si vous disposez d'ouvrages ou d'articles de référence ou si vous connaissez des sites web de qualité traitant du thème abordé ici, merci de compléter l'article en donnant les références utiles à sa vérifiabilité et en les liant à la section « Notes et références ».
Maiʻao (graphie de l'Académie tahitienne) ou Maiào (graphie Raapoto), surnommée « l'île interdite » ou « l'île oubliée », est une île de Polynésie française faisant partie des Îles du Vent, dans l’archipel de la Société. Elle dépend de la commune de Moorea-Maiao dont elle est une commune associée. Elle a pour maire Evans Haumani, réélu aux dernières élections en 2020
Maiào a pour règle d'interdire aux « étrangers », c'est-à-dire aux personnes non originaires de l'île, d'y séjourner plus de 24 heures. Seules des personnes exerçant certaines professions (enseignants, médecins, assistantes sociales, etc.) ou en déplacement officiel échappent à cette règle, ainsi que celles invitées par un habitant de l'île.

## Étymologie
En tahitien, l'île est appelée Mai'ao Iti, « petite patte / griffe d'oiseau »,, Tapua'e Manu, « empreinte d'oiseau »,, ou Teānuanuaitera'i, « l'arc-en-ciel »,.
À partir du XIXe siècle, l'administration coloniale française nomme l'île « Tubuai-Manu (Maiao) ». Mais depuis la fin des années 1930, on observe l'emploi exclusif de la dénomination courte « Maiao ».

## Géographie
Mai'ao se situe à 95 km à l'ouest de Tahiti. Il s'agit d'une petite île trapézoïdale faiblement collinaire et représentant une superficie de  9 km2. En son centre, le lieu-dit Rāve'a culmine à 154 m. Deux lacs aux eaux saumâtres, Roto Iti au nord et Roto Rahi au sud-est, occupent l'intérieur des terres. L’île dispose d'un lagon presque comblé et de deux passes récifales : l'une naturelle au sud-est nommée 'Āpo'oto'o, l'autre creusée par explosifs dans le platier au nord-ouest nommée Avarei. Tārava O Mere, le village principal de l’île, est situé au sud-ouest entre les deux lacs.

## Histoire
Une légende raconte l'histoire de Tamatafetu, le « chef cannibale de Mai'ao ». Au XIXe siècle, la noblesse de l'île descend de la lignée royale des Teurura'i de Huahine. À la mort sans descendance du roi de Mai'ao, Nanuaiterai, le jeune Nu'u a Tauniua est transporté en pirogue depuis Huahine et devient le nouveau souverain de l'île.
Suivant cette parenté, le 27 juin 1897, le gouvernement de la colonie organise l'indigénat aux îles Sous-le-Vent en rattachant Mai'ao à Huahine. Vu les difficultés de communication entre les deux îles, le 20 février 1904, le gouverneur par intérim des Établissements français de l'Océanie rattache administrativement l'île à la circonscription de Tahiti et Moorea.
À la fin des années 1920, un Anglais nommé Eric Lawford Trower, représentant la Compagnie Navale de l'Océanie, vient sur l'île pour y établir un commerce. Abusant du goût des insulaires pour les produits venus de l’extérieur, y compris les boissons alcoolisées, il saisit le tribunal de Papeete pour se faire rembourser leurs achats à crédit. Le 20 décembre 1928, ce tribunal ordonne notamment la saisie des biens du souverain Nu’u a Tauniua, qui comprennent plusieurs parcelles en indivision. Pendant sept ans, Trower s'applique à acquérir par achat ou jugement les droits fonciers de 26 autres propriétaires. Appelé à l'aide par les habitants, le pasteur Octave Moreau conseille d'informer le gouverneur de la situation. Le 3 juillet 1934, renversement de situation, Trower est dépossédé de ses droits fonciers à Maiao par son propre créancier, nommé Melville Bertie Clay. Le 31 août 1934, le gouverneur des Établissements français de l'Océanie organise un service de sûreté et de renseignements politiques, placé sous l'autoritié du chef de la Sûreté.
Le 10 septembre 1934, sur les conseils de Moreau, soixante insulaires créent une coopérative agricole présidée par Tauniua. Le 1er octobre 1935, Tauniua cesse d'être le chef de l'île pour en devenir le chef honoraire contre une allocation viagère mensuelle de l'administration coloniale. Le 14 juillet 1935, le gouverneur missionne une enquête menée par le chef de la Sûreté, qui confirme les malversations de Trower (faux témoignages, menaces au pistolet, vols, intimidations) et le préjudice de la population (Trower a acquis 80 % des terres de l'île).
Vers 1935, le pasteur Octave Moreau incite les habitants à former une coopérative afin de racheter les terres à l'État, après que celui-ci a soldé la dette des habitants envers le commerçant. C'est cet épisode qui entraîne la méfiance des habitants vis-à-vis des étrangers.
En 1934, les habitants de l'île rédigent un règlement pour éviter qu'un tel incident se reproduise[réf. nécessaire]. Le 3 juillet 1936, un arrêté du gouverneur des Établissements français de l'Océanie limite à 48 heures la présence d'étrangers sur cette île. Le 8 avril 1989, une version révisée du règlement de 1934 est rédigée[réf. nécessaire].

## Démographie

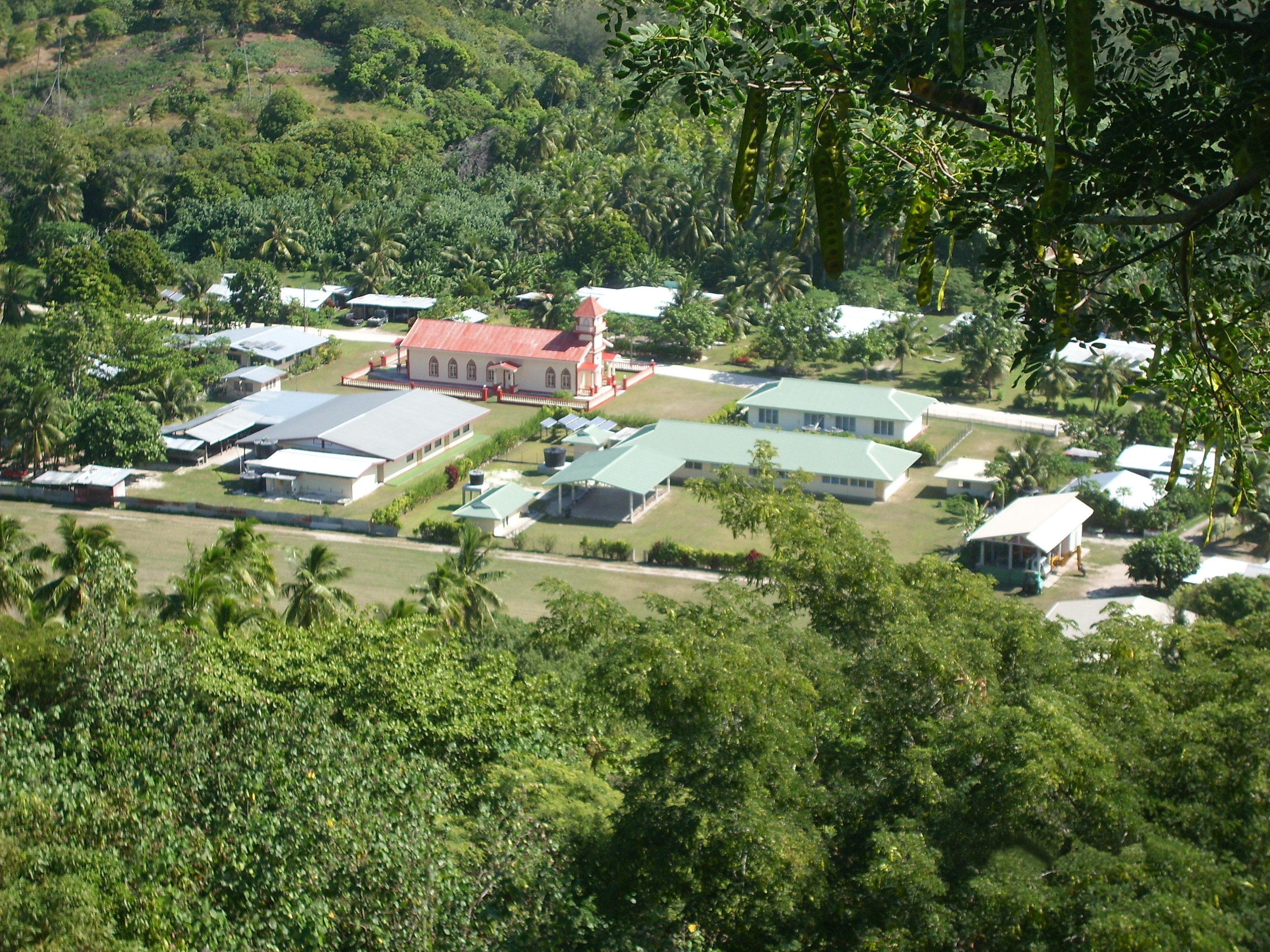
Vue du village de Tāora O Mere

Sa population est en majorité jeune, et une grande partie parle quotidiennement le tahitien.
| 1977 | 1983 | 1988 | 1996 | 2002 | 2007 | 2012 | 2017 | 2022 |
| ---- | ---- | ---- | ---- | ---- | ---- | ---- | ---- | ---- |
| 220  | 190  | 231  | 283  | 308  | 299  | 335  | 353  | 343  |

Sources : 1977 (mairie de Mai'ao), 1983-2012, 2017, 2022

## Équipements
L'île dispose d'une école primaire. Jusqu'à récemment, très peu de jeunes continuaient leurs études secondaires, ce qui nécessite de quitter l'île. La poursuite des études au collège est devenu plus courante, en partie grâce à un foyer ressemblant à un internat, construit à Moorea, accueillant uniquement les enfants de l'île, mais aussi en conséquence de l'évolution de la mentalité de certains parents.
Mai'ao interdit la construction de toute infrastructure hôtelière. [réf. nécessaire]
L'île, du fait de son isolement, demeure largement délaissée par les autorités de l'Etat, y compris régaliennes. A titre d'exemple, la gendarmerie nationale y est absente, ne s'y rend que de façon très occasionnelle et n'est pas en mesure d'y intervenir rapidement : l'île relève de la brigade territoriale autonome de Mo'orea qui est à quatre heures trente par la mer. En cas d'urgence, une intervention par hélicoptère demeure toutefois possible. Les habitants sont donc généralement contraints de faire appel à l'unique policier municipal local en cas de nécessité.

## Économie
L’économie de l'île repose sur deux activités traditionnelles : la production de coprah et le commerce, en déclin, de feuilles de pandanus séchées et tressées, utilisées pour couvrir les toits des hôtels et des habitations traditionnelles.
Il existe sur l'île deux magasins d'alimentation mais les produits restent chers et le choix limité. La vente d'alcool y est interdite [Par qui ?] [réf. nécessaire].

## Transports

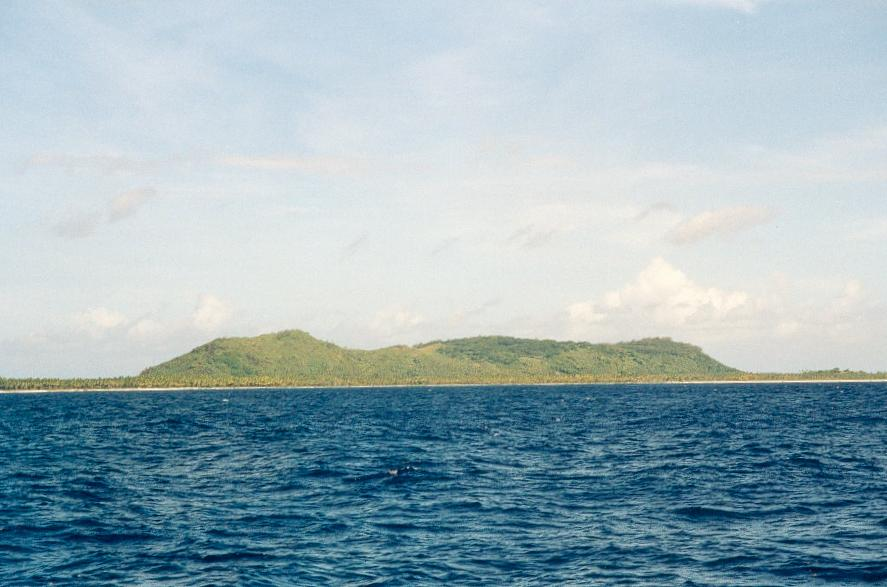
Vue du large

L'île ne disposant pas de piste d’aérodrome, l'accès se fait uniquement par mer, grâce aux bonitiers et, tout récemment, au bateau de transport Tapuae Manu (empreinte d'oiseau), long de 17 m sur 6 m de large. Ses cales et son pont roulant peuvent accueillir un poids total de 16 tonnes. Il peut transporter 12 passagers.
Encore plus récemment, deux sociétés de transport proposent leurs services par le biais de quatre bateaux supplémentaires. [réf. souhaitée]
Une petite passe pour baleinières, nommée Avarei, a été creusée à l’explosif [Par qui ?] dans le platier sur la côte opposée au village. [réf. souhaitée]
Aucun navire ne peut accoster avant que le droit des passagers à poser le pied sur l'île ait été vérifié. [réf. nécessaire]